# شرف الدين بن الحسن

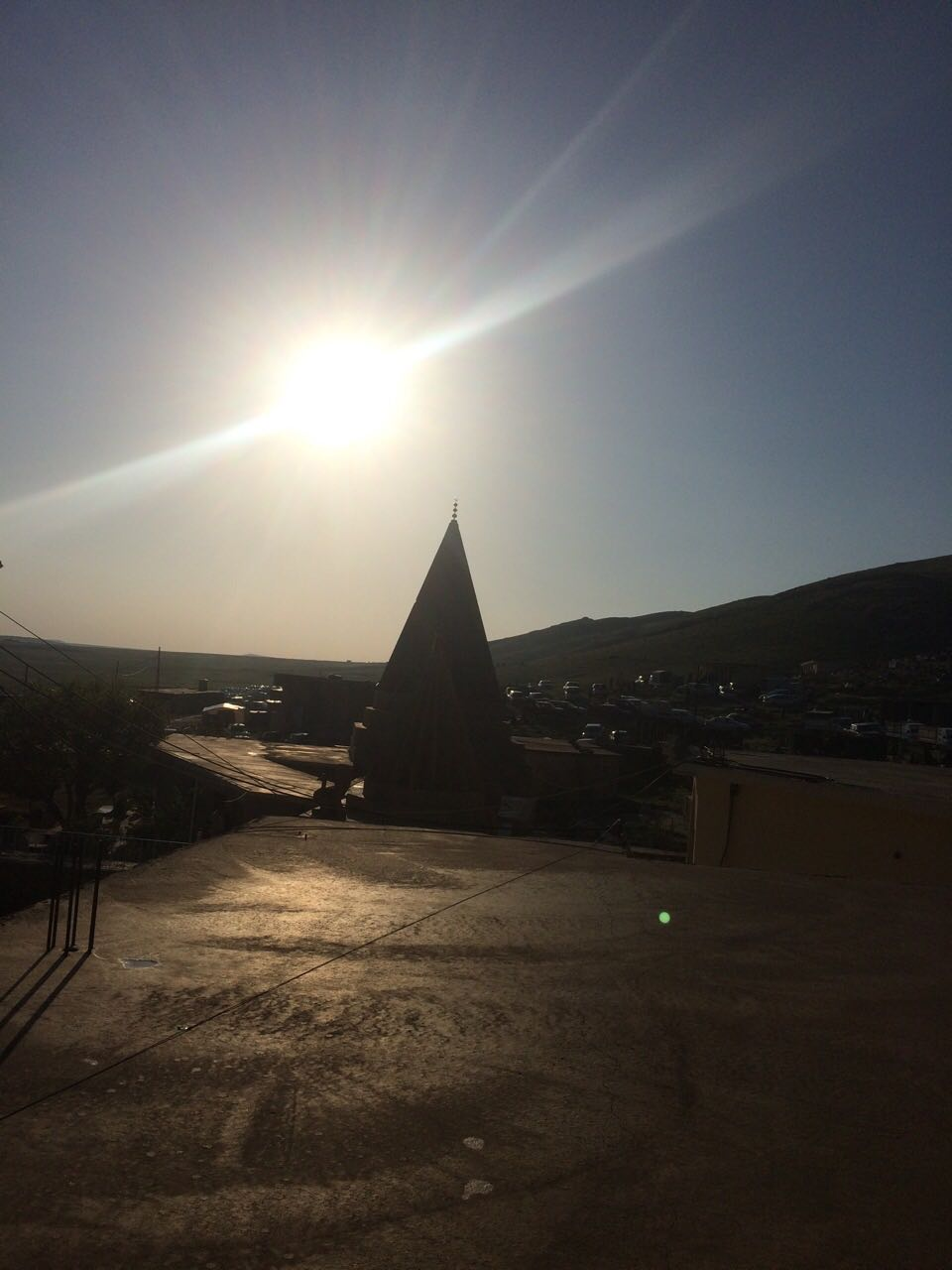
مزار شرف الدين

شرف الدين محمد بن الحسن بن عدي بن صخر بن مسافر الأموي هو شيخ يجله اليزيديون ويعتبرونه من قديسي طائفتهم، ولد سنة 1215، خلف والده الحسن بن عدي في زعامة الطائفة العدوية بعد مقتله سنة 1254.
حارب الشيخ شرف الدين أتابك الموصل بدر الدين لؤلؤ الذي قتل والده الشيخ حسن عام 1246.
كان شرف الدين أيضا حاكما لمدينة خربوت القديمة، ومتحالفا مع الأمير السلجوقي عز الدين كيكاوس ضد المغول في قوة مسلحة تتكون من اليزيديين والأكراد والتركمان. قتله المغول سنة 1258، وهو في طريقه إلى السلطان عز الدين كيكاوس، فخلفه عمه فخر الدين بن عدي.
فضل ابنه زين الدين يوسف أن لا يصبح خليفة لوالده بسبب عدائه للمغول، ففضل أن يشغل عمه فخر الدين بن عدي الزعامة لأنه كان متزوجًا من مغولية.
يؤمن اليزيديون بوقت نهاية الحياة في هذا العالم. تسمى نقطة النهاية (بالكردية: roja taliye) أو اليوم الأخير أو آخر الزمان (بالكردية: axir zeman). حيث يأتي الشيخ شرف الدين مع المهدي، الذي يؤمنون أنه يعود إلى العالم في نهاية الزمان لمحاربة الظلم في العالم.
يعد مقام شرف الدين في سنجار من أقدم وأهم المواقع اليزيدية.